# Daejanggeum Theme Park
Le Daejanggeum Theme Park (hangeul : 대장금 테마파크) est un lieu restauré et renové par Munhwa Broadcasting Corporation où la majeure partie du drama coréen Dae Jang Geum a été filmé.

## Histoire
Le Daejanggeum Theme Park occupe une surface d'environ 2 000 m2 à Mansong-dong dans la ville de Yangju. Il est utilisé comme lieu de tournage pour des dramas à thème historique comme Hur Jun, Sangdo ou Marchants de Joseon, ainsi que d'autres productions qui y ont été tournées.

## Ouverture
Le Daejanggeum Theme Park ouvre au public en décembre 2004. Il est le premier parc de Corée du Sud prévu pour les dramas.

## Fermeture
À cause de dommages causés à la structure et pour la sécurité des visiteurs le parc a été fermé au public le 1er janvier 2014. Il continue néanmoins de servir de lieu de tournage.